# Pejpus
Pejpus, Jezioro Czudzkie (est. Peipsi järv; ros. Чудское озеро, Czudskoje oziero) – jezioro na granicy między Estonią a Rosją. Wraz z jeziorami Lämmijärv (Tiopłoje ros. Тёплое) oraz Pskowskim tworzy jeden zbiornik o łącznej powierzchni 3543 km². Łącznie ze wspomnianymi stanowi piąte pod względem wielkości jezioro Europy. Jeziora te na znacznym odcinku wyznaczają naturalną granicę państwową pomiędzy Estonią a Rosją.
Główne rzeki zasilające: Piusa, Võhandu, Emajõgi, Koosa, Alatskivi, Kullavere, Tiheda, Mustvee, Avijõgi, Rannapungerja, Alajõgi.
Główne miasta nadbrzeżne: Gdow, Mustvee, Kallaste.
Właściwy Pejpus ma 2670 km² powierzchni. Rozciągnięty południkowo mierzy 140 km długości, w najszerszym miejscu ma 50 km szerokości. Lustro wody leży na wysokości około 30 m n.p.m. Średnia głębokość 8 metrów, maksymalna nie przekracza 17,6 m. Zamarza od listopada do maja.
Słabo rozwiniętą linię brzegową uzupełniają liczne wyspy, zaś większość brzegów porasta sitowie. Z jeziora wypływa rzeka Narwa, wpadająca do Zatoki Fińskiej. Poprzez rzekę Emajõgi istnieje połączenie z jeziorem Võrtsjärv. Charakteryzują je duże wahania stanu wód.
5 kwietnia 1242 roku na zamarzniętych wodach doszło do bitwy między krzyżakami z Inflant a wojskami księcia nowogrodzkiego Aleksandra Newskiego, która powstrzymała ekspansję zakonu na ziemie ruskie.
Od XVII wieku największe skupisko staroobrzędowców w Estonii znajdowało się na zachodnim brzegu Jeziora Pejpus.
W 2012 r. Estonia i Rosja podpisały w Tallinnie porozumienie dotyczące współpracy na rzecz ochrony stanu wód Jeziora Pejpus oraz rozwoju infrastruktury turystycznej w tym rejonie. W październiku 2013 r. 1400 litrów paliwa wpłynęło do jeziora w wyniku uszkodzenia estońskiego statku badawczego. Zostało wówczas skażone 900 m² wód jeziora.